# Бегальский, Анджей
Андже́й Бега́льский (пол. Andrzej Biegalski; 5 марта 1953, Gierczyn, Нижнесилезское воеводство — 14 марта 2017, Ястшембе-Здруй, Силезское воеводство) — польский боксёр, представитель тяжёлой весовой категории. Выступал за сборную Польши по боксу на всём протяжении 1970-х годов, чемпион Европы, трёхкратный победитель национального первенства, участник летних Олимпийских игр в Монреале.

## Биография
Анджей Бегальский родился 5 марта 1953 года в деревне Герчин гмины Мирск Нижнесилезского воеводства. Проходил подготовку в клубах «Горник Радлин» и «Горник Пшув» под руководством тренера Антони Зигмунта. Позже переехал в Варшаву и представлял столичный боксёрский клуб «Легия».
Впервые заявил о себе в 1971 году, когда стал чемпионом Польши среди юниоров и принял участие в двух матчевых встречах с юниорской сборной ФРГ. Год спустя выиграл бронзовую медаль на взрослом чемпионате Польши, победил на домашнем турнире в Познани и выступил на чемпионате Европы среди юниоров в Бухаресте, где на стадии четвертьфиналов тяжёлого веса был остановлен советским боксёром Михаилом Субботиным. В 1973 году помимо прочего выиграл международный турнир в Быдгоще.
В 1974 году Бегальский одержал победу на чемпионате Польши в Гданьске и вошёл в основной состав польской национальной сборной. В этом сезоне ему довелось боксировать на впервые проводившемся чемпионате мира в Гаване — в четвертьфинале его по очкам победил нигериец Фатай Айинла. Также он боксировал в матчевой встрече со сборной США в Варшаве, проиграв американскому тяжеловесу Марвину Стинсону.
На домашнем чемпионате Европы в Катовице победил всех соперников по турнирной сетке, в том числе в финале сенсационно взял верх над предыдущим чемпионом, представителем СССР Виктором Ульяничем, и завоевал тем самым золотую медаль. Кроме того, был лучшим на международном турнире Вацлава Прохазки в Чехословакии.
Благодаря череде удачных выступлений удостоился права защищать честь страны на летних Олимпийских играх 1976 года в Монреале, однако в первом же поединке категории свыше 81 кг со счётом 0:5 потерпел поражение от американца Джона Тейта и выбыл из борьбы за медали.
После монреальской Олимпиады Анджей Бегальский остался в составе польской национальной сборной и продолжил принимать участие в крупнейших международных турнирах. Так, в 1979 году он боксировал на чемпионате Европы в Кёльне, где в первом раунде четвертьфинального поединка был нокаутирован советским боксёром Хореном Инджяном. Вскоре по окончании этих соревнований принял решение завершить карьеру спортсмена.
В общей сложности провёл в любительском олимпийском боксе 237 боёв, из которых 201 выиграл и 36 проиграл.
Окончил Вроцлавский университет по специальности физического воспитания. Работал водителем в шахтах и одновременно тренировал боксёров, дзюдоистов и толкателей ядра. Пробовал себя в политике, в 2005 году выдвигался кандидатом на парламентских выборах, но набрал недостаточное для победы количество голосов.
Умер 14 марта 2017 года в возрасте 64 лет в городе Ястшембе-Здруй Силезского воеводства.